# Swietłana Drużynina
Swietłana Drużynina (ros. Светлана Сергеевна Дружинина, ur. 16 grudnia 1935 w Moskwie) – radziecka i rosyjska aktorka, reżyser, scenarzystka i producentka filmowa.

## Życiorys
Swietłana Drużynina urodziła się i wychowała w Moskwie. Jej matka, pochodząca z kozaków dońskich Anna Myznikowa, pracowała w domu dziecka. Ojciec Siergiej – syn duchownego – był kierowcą i podległ podczas II wojny światowej pod Smoleńskiem.
W 1946 roku Swietłana wstąpiła do szkoły cyrkowej, gdzie uczyła się akrobatyki. Zafascynowana baletem, po roku rozpoczęła naukę w szkole choreografii przy Teatrze im. Stanisławskiego i Niemirowicza-Danczenki. W 1955 roku ukończyła szkołę choreografii przy Teatrze Bolszoj. Jej baletową karierę przerwała ciężka kontuzja łokcia podczas jednej z prób. W tym samym roku (1955) zadebiutowała w filmie. W 1960 roku została absolwentką wydziału aktorskiego, a w 1968 reżyserskiego Wszechrosyjskiego Państwowego Instytutu Kinematografii im. S.A. Gierasimowa. Przez kolejnych 10 lat była związana ze Studiem Filmowym im. Gorkiego. Była prowadzącą pierwszych programów telewizyjnych radzieckiej telewizji państwowej.
Pod koniec lat 60. poświęciła się pracy reżysera i scenarzysty. Jako reżyser debiutowała w 1974 roku. Do jej najbardziej znanych prac w tej dziedzinie należy historyczny cykl telewizyjny pt. Tajemnice pałacowych przewrotów produkowany w latach 2000-2013 i emitowany również w Polsce.

## Filmografia (wybór)
- 1955 – Dzień dobry – „królowa balu”
- 1955 – Tajemnice domu towarowego – Sonia
- 1957 – Dwie rywalki – Larisa
- 1961 – Dziewczęta – Anfisa
- 1964 – Zielone światło – epizod
- 1970 – Serce Rosji – Olga Nikołajewna
- 2000-2013 – Tajemnice pałacowych przewrotów – reżyseria i scenariusz

## Nagrody i odznaczenia
- 1989 – Zasłużony Działacz Sztuk RFSRR
- 2001 – Ludowy Artysta Federacji Rosyjskiej
- 2006 – Order Honoru
- 2012 – Order Przyjaźni

## Życie osobiste
Jest żoną operatora filmowego Anatolija Mukasieja z którym miała dwóch synów: Anatolija (zmarł tragicznie w 1978) i Michaiła (operator filmowy).
Jej teściowie Michaił i Jelizawieta Mukasiej byli długoletnimi oficerami radzieckiego wywiadu (Michaił – pułkownikiem, Jelizawieta – podpułkownikiem) wykonującymi wywiadowcze zadania m.in. w USA, Szwajcarii i Izraelu. To właśnie z tego powodu załamała się kariera aktorska Swietłany po jej zamążpójściu – reżyserzy nie chcieli obsadzać jej w głównych rolach swoich filmów, ponieważ zakaz wyjazdu aktorki za granicę automatycznie obniżał walory obrazu na pokazach zagranicznych (premierach, festiwalach).